# Samuel B. Roberts
Samuel Booker Roberts jr. (* 12. Mai 1921 in San Francisco; † 27. September 1942 in der Schlacht um Guadalcanal) war ein US-amerikanischer Steuermann der US-Marine.
Roberts ging 1939 zur US-Marinereserve und wurde 1940 in den aktiven Dienst berufen. Er diente an Bord des Schlachtschiffes USS California (BB-44) und der USS Heywood (AD-12), bevor er auf den Truppentransporter USS Bellatrix (AKA-20) wechselte.
Nach schweren Seegefechten in Guadalcanal, die am 7. August 1942 begannen, wurde Roberts zu einer Landungseinheit auf die Insel Guadalcanal befehligt, um Transportaufgaben zu unterstützen.
Am 27. September 1942 führte Roberts als Freiwilliger eine Rettungseinheit an, die eine Einheit von Kompaniegröße, die von japanischen Kräften umzingelt war, befreien sollte. Als die Operation unter heftigem Beschuss zu scheitern drohte, zog Roberts als Freiwilliger mit seinem Boot das japanische Feuer auf sich, indem er direkt vor ihren Linien kreuzte. Nachdem die Rettungsoperation gelungen war, sollte er sich zurückziehen, allerdings wurde im letzten Moment sein Boot getroffen und Roberts tödlich verwundet.
Für seinen mutigen Einsatz wurde Samuel Booker Roberts postum das Navy Cross verliehen. Nach ihm wurden drei US-Kriegsschiffe benannt, zuletzt die Fregatte Samuel B. Roberts.